# Jörg van Essen

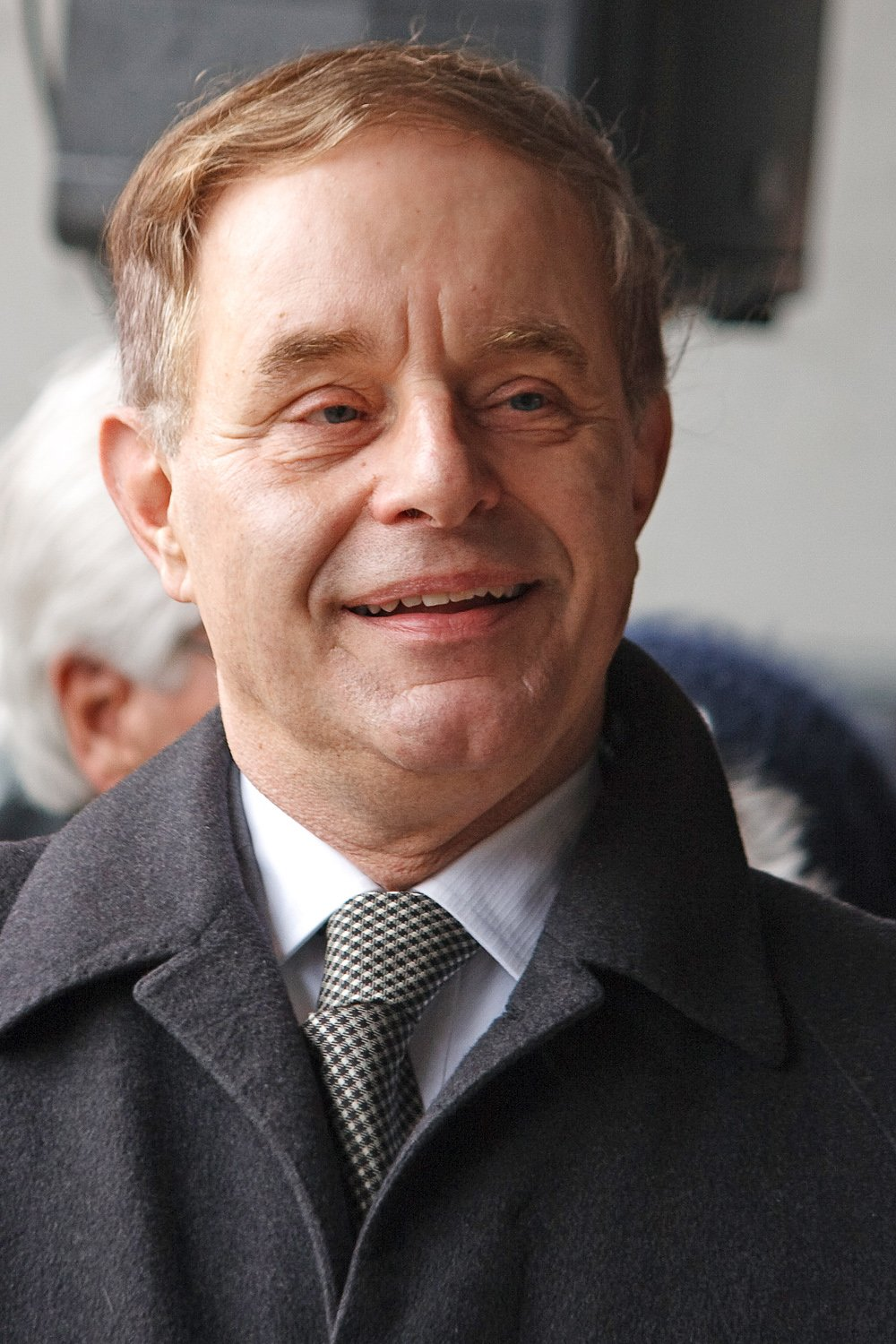
Jörg van Essen (FDP) ở Hamm, 8 tháng 3 năm 2009

Jörg van Essen (sinh ngày 29 tháng 9 năm 1947 tại Burscheid, North Rhine-Westphalia) là một chính khách người Đức của Đảng Dân chủ Tự do ở Bundestag.
Van Essen sinh ra ở Burscheid và tham dự một phòng tập thể dục ở Siegen. Ông học luật tại Đại học Cologne từ năm 1968 đến năm 1973. Sau khi học xong đại học, ông trở thành công tố viên ở Münster, Hagen và Dortmund từ năm 1976 đến 1985. Từ năm 1980 van Essen là thành viên của Đảng Dân chủ Tự do và từ 1990-2013 van Essen là một thành viên của Bundestag.
Van Essen là người đồng tính công khai.

## Giải thưởng và trang trí
- 2007: Bundeswehr Cross of Honour in Gold
- 2013: Great Cross of Merit of the Federal Republic of Germany